# Magnencio
Magnencio, cuyo nombre completo era Flavio Magno Magnencio (en latín, Flavius Magnus Magnentius, 303-11 de agosto de 353), fue un usurpador del Imperio romano (18 de enero de 350-11 de agosto de 353).

## Vida

### Orígenes y ascenso
Nacido en Samarobriva, Galia, Magnencio era el comandante de las Herculianas y Jovianas, las unidades de la guardia imperial. El ejército, cuando comenzó a sentirse insatisfecho con el comportamiento del emperador Constante, nombró a Magnencio en Autun el 18 de enero de 350. Constante fue abandonado por todos excepto por un puñado de sirvientes, y fue asesinado poco después por unas tropas de caballería ligera cerca de los Pirineos.

### Emperador usurpador

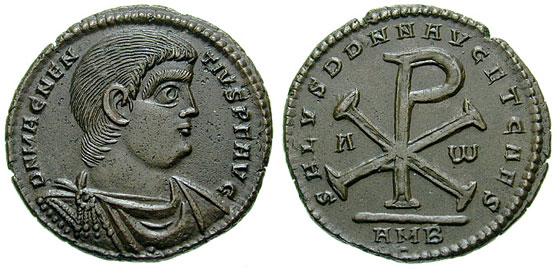
Aunque Magnencio restauró algunos derechos de los paganos, el reverso de esta moneda deja poca duda sobre sus creencias religiosas, al llevar el lábaro.

Magnencio se atrajo rápidamente la lealtad de las provincias de Britania, Galia e Hispania, en parte porque probó ser más tolerante hacia los cristianos y paganos. Su control sobre Italia y África se sustentó sobre la elección de sus hombres de confianza para los cargos más importantes. Sin embargo, la breve rebelión de Nepociano, un miembro de la Casa de Constantino, mostró a Magnencio que su estatus de Emperador debía ser consolidado frente a los miembros de la dinastía mencionada.
El autoproclamado emperador trató de reforzar su influencia sobre los territorios antiguamente controlados por Constante, moviéndose hacia el Danubio. Vetranión, comandante del ejército de Panonia, había sido elegido Augusto por sus tropas en Mursa el 1 de marzo. Esta revuelta tenía una impronta de lealtad, ya que Vetranión fue apoyado por Constantina, y Constancio II en persona reconoció a Vetranión, enviándole la diadema imperial.
El último hijo que restaba de Constantino I el Grande, Constancio II, interrumpió su guerra en Siria contra Persia, y marchó hacia el oeste. A pesar de los esfuerzos de Magnencio por atraer a Vetranión a su causa, el viejo general se encontró con Constancio con su ejército y renunció a la corona.

### Derrota y muerte
Tras elegir a Magno Decencio (probablemente su hermano) como César y reunir tantas tropas como le fue posible, su ejército y el de Constancio se encontraron en la Batalla de Mursa Major en 351; Magnencio guio a sus soldados en la batalla, mientras que Constancio pasó el día rezando en una iglesia cercana. A pesar del heroísmo de Magnencio, sus tropas fueron vencidas y forzadas a retroceder hasta la Galia.
Como resultado de la derrota, Italia rechazó a sus guarniciones y se unió a la causa legitimista. Magnencio hizo un asalto final en 353 en la Batalla de Mons Seleucus, tras la cual se suicidó cayendo sobre su espada.
Tras sofocar la rebelión de Magnencio, Constancio lideró una investigación pensada para descubrir a sus seguidores. El agente más notorio en esta búsqueda fue el primicerius notariorum Paulo Catena.
| Predecesor: Constante | Emperador romano 350 - 353 en guerra contra Constante (350) y Constancio II (350-353) | Sucesor: Constancio II |